# 采特灵
采特灵（德語：Zettling）是奥地利施泰尔马克州格拉茨城郊县的一个市镇。总面积11.29平方公里，总人口1430人，人口密度126.7人/平方公里（2005年）。